# Denis Vieru
Denis Vieru (ur. 10 marca 1996) – mołdawski judoka, olimpijczyk z Tokio (2020), gdzie zajął dziewiąte miejsce i brązowy medalista olimpijski z Paryża (2024).
Brązowy medalista mistrzostw świata w 2019 i 2022; uczestnik zawodów w 2017, 2018, 2023 i 2024. Startował w Pucharze Świata w latach 2015-2018. Mistrz Europy w 2023; trzeci w 2020 i 2022. Piąty na igrzyskach europejskich w 2019. Wygrał Uniwersjadę w 2019 roku. 

## Letnie Igrzyska Olimpijskie 2020
| Konkurencja | Eliminacje                | Eliminacje             | Klas. końcowa |
| Konkurencja | Przeciwnik I              | Przeciwnik II          | Miejsce       |
| ----------- | ------------------------- | ---------------------- | ------------- |
| 66 kg       | Sardor Nurillayev (UZB) Z | Daniel Cargnin (BRA) P | 9.            |